# Hamid al-Din al-Kirmani
Ḥamīd al-Dīn Abū l-Ḥasan Aḥmad ibn Abdallāh al-Kirmānī (arabe : حميد الدين الكرماني) est un théologien et philosophe musulman chiite d'origine persane mort vers l'an 1020 et ayant été actif durant la période du califat fatimide.

## Biographie
À la fois théologien et missionnaire ismaélien au service des Fatimides, il est surtout connu pour son œuvre intellectuelle. Il rédige de nombreux ouvrages sur la doctrine chiite ismaélienne, dont plusieurs ont survécu et nous sont parvenus. Sous le règne d'al-Ḥākim bi-Amr Allāh, il est l'un des théologiens les plus influents de la cour[réf. nécessaire]. Il défend l'idéologie officielle du pouvoir fatimide et condamne les mouvements religieux dissidents, notamment celui des druzes qui se développe à la même époque. En tant que missionnaire dāʿī dans le sud de l'Irak, il essaye également de rallier à la cause des Fatimides les chefs de tribus locaux vivant sous l'autorité du califat concurrent, celui des Abbassides[réf. nécessaire].

## Ouvrages
Ḥamīd al-Dīn al-Kirmānī a rédigé de nombreux ouvrages au cours de sa vie, mais seule une partie a survécu.
Parmi les plus connus, figurent :
- La tranquillité de l'Intellect (Rāḥat al-ʻaql), son plus important ouvrage traitant de la théologie ismaélienne[2].
- Livre des lanternes concernant l'établissement de l'imamat (Kitāb al-maṣābīḥ fī ithbāt al-imāma), ouvrage traitant de l'interprétation ismaélienne du concept d'imamat.